# Naturschutzgebiet Tarnewitzer Huk
Koordinaten: 53° 58′ 55″ N, 11° 15′ 11,7″ O

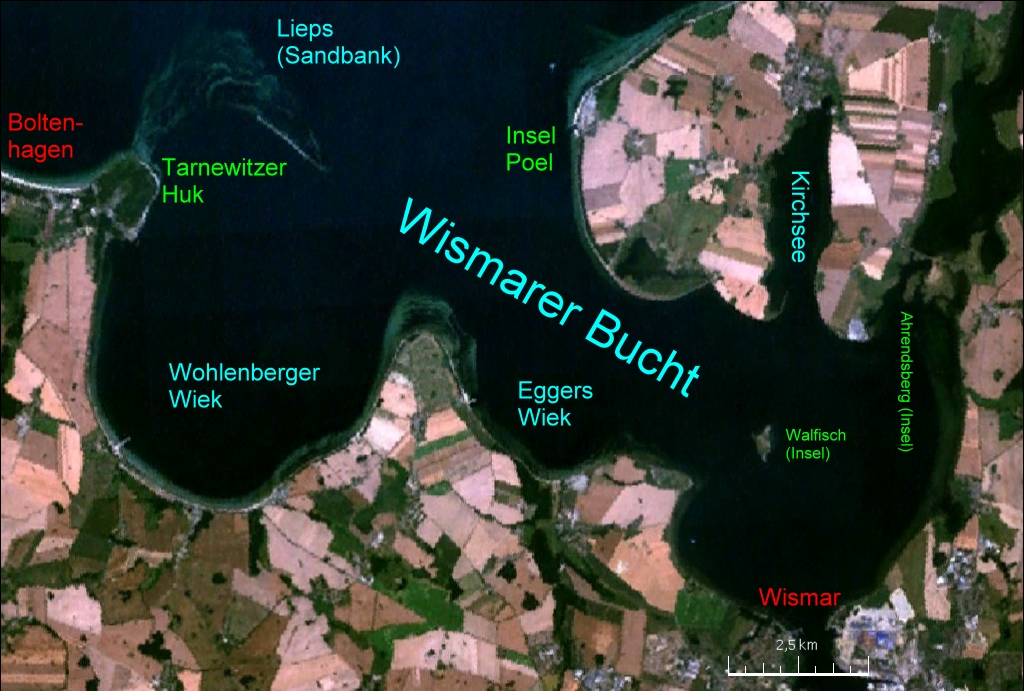
NASA-Satellitenbild der Wismarer Bucht, mit dem Tarnewitzer Huk im Nordwesten (links oben)

Karte der Wismarer Bucht

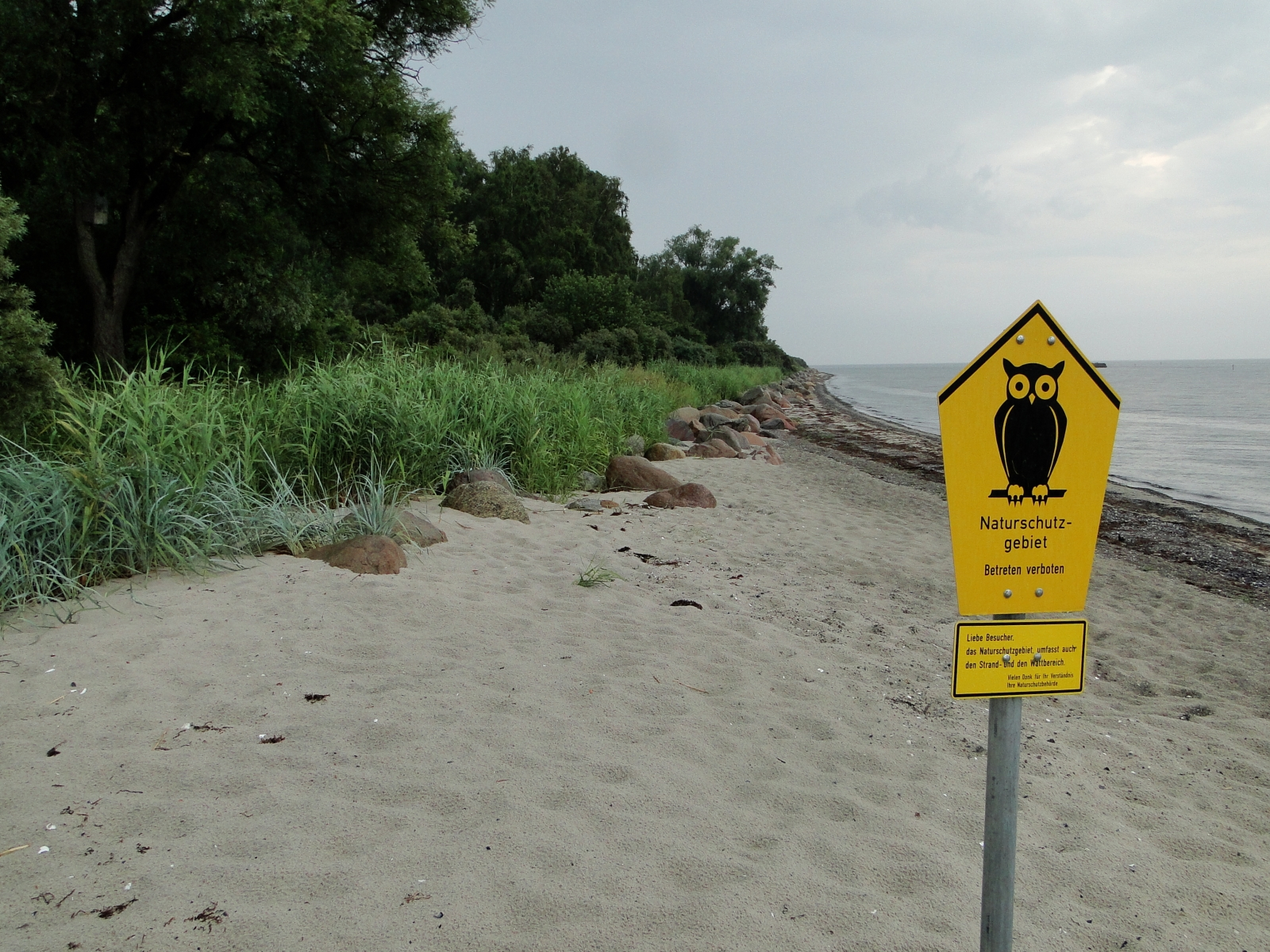
Ostufer

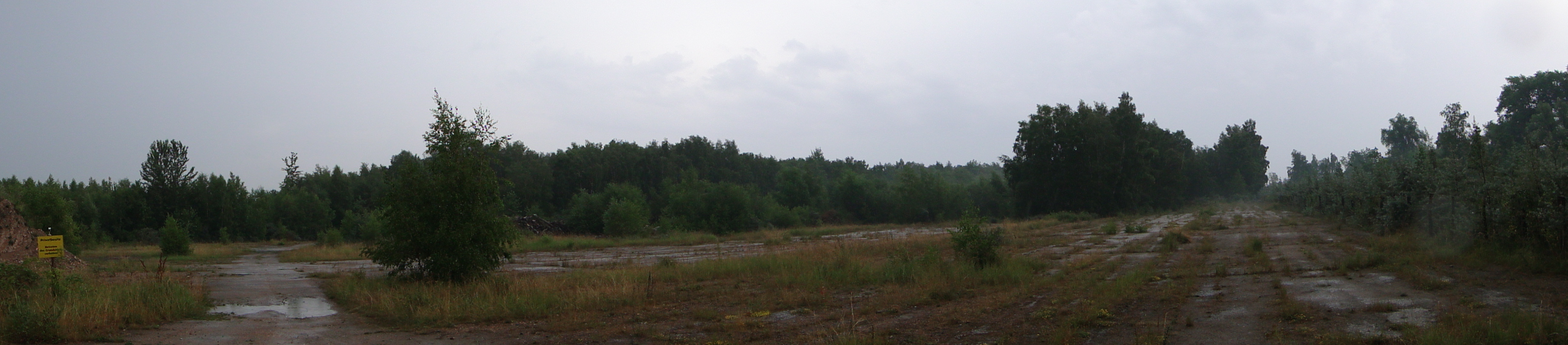
Renaturierungsflächen

Das Naturschutzgebiet Tarnewitzer Huk ist ein Naturschutzgebiet in Mecklenburg-Vorpommern nordöstlich des Boltenhagener Ortsteiles Tarnewitz. Die künstlich entstandene Halbinsel trennt als Huk die Boltenhagener Bucht von der Wohlenberger Wiek.
Die Unterschutzstellung erfolgte am 21. Mai 1993 bei einer Größe von 69 Hektar. Es soll eine aufgespülte, ehemals vom Militär (Wehrmacht, Nationale Volksarmee) genutzte Fläche geschützt werden, die seit 50 Jahren der Sukzession unterliegt. Das Naturschutzgebiet dient als Forschungsobjekt unbeeinflusster Naturentwicklung im Rahmen des sogenannten Prozessschutzes.
Das Naturschutzgebiet ist nach EU-Recht als FFH-Gebiet und Vogelschutzgebiet eingestuft. Ein umfangreicher Managementplan zur Abstimmung zwischen den Belangen von Naturschutz, Wassersport und Fischerei wurde im Jahr 2006 erarbeitet.
Der Gebietszustand wird als gut angesehen. Es gibt keine öffentlichen Wege im Gebiet und aufgrund von Altlasten ist der Zugang gesperrt.

## Geschichte
Die Flächen des heutigen Schutzgebietes entstanden durch umfangreiche Aufspülungen in den 1930er Jahren im damaligen Flachwasserbereich. Es entstand ein Militärflugplatz, der durch einen 1,5 Meter hohen Deich vor Überflutung geschützt wurde. Weiterhin wurde ein Hafen im Südosten des Gebiets gebaut. Nach Ende des Zweiten Weltkrieges sprengten sowjetische Streitkräfte das Flugfeld und demontierten vorhandene Anlagen.
Bis zum Mittelalter gehörte das Gebiet zum Festland und stellte die Verbindung zur damaligen Halbinsel Lieps her. Sturmhochwasser führten zu Erosion und zerstörten die Verbindung.

## Pflanzen- und Tierwelt
Seit mehreren Jahrzehnten unterliegen die Flächen einer ungehemmten Naturentwicklung hin zu einer großflächigen Waldbedeckung, allein die bis Anfang der 1990er Jahre genutzten Schießplätze sind noch gehölzfrei. Bisher wurden Gebüsch- und Vorwaldstadien erreicht, mit Sanddorn und Weiden sowie Birke und Espe. Im Nordwestteil befindliche Flächen werden bei Hochwasser überstaut, so dass sich Röhricht und Stauden angesiedelt haben. Karmingimpel und Neuntöter sind hervorhebenswerte Vogelarten. Die Kreuzkröte lebt im Gebiet.